# Підлісний (Верхньохавський район)
Підлісний (рос. Подлесный) — селище у Верхньохавському районі Воронезької області Російської Федерації.
Населення становить 2460 осіб (2010). Входить до складу муніципального утворення Углянське сільське поселення.

## Історія
Населений пункт розташований у історичному регіоні Чорнозем'я. Від 1928 року належить до Верхньохавського району, спочатку в складі Центрально-Чорноземної області, а від 1934 року — Воронезької області.
Згідно із законом від 15 жовтня 2004 року входить до складу муніципального утворення Углянське сільське поселення.

## Населення
| 2000 | 2005  | 2010  |
| ---- | ----- | ----- |
| 2594 | ↘2250 | ↗2460 |